# Horodez (Korosten)
Horodez (ukrainisch Городець, russisch Городец) ist ein Dorf in der Oblast Schytomyr im Nordwesten der Ukraine. Es hatte bei der ukrainischen Volkszählung von 2001 insgesamt 754 Einwohner.
Die in der zweiten Hälfte des 17. Jahrhunderts gegründete Ortschaft liegt auf dem Slowetschansko-Owrutsch-Bergrücken, dessen höchster Punkt (321,4 m) sich im Süden des Dorfes befindet.
Im Dorf entspringen zwei Flüsse, die Pertnyzja und die Tscherwonka.
Am 7. Juli 2017 wurde das Dorf ein Teil der neugegründeten Landgemeinde Slowetschne, bis dahin bildete es zusammen mit den Dörfern Pobytschi (Побичі) und Syrnyzja (Сирниця) die gleichnamige Landratsgemeinde Horodez (Городецька сільська рада/Horodezka silska rada) im Westen des Rajons Owrutsch.
Am 17. Juli 2020 kam es im Zuge einer großen Rajonsreform zum Anschluss des Rajonsgebietes an den Rajon Korosten.

## Persönlichkeiten
- Halyna Hutchins (1979–2021), ukrainisch-US-amerikanische Kamerafrau